# Поліцейські (фільм, 1922)
Поліцейські (англ. Cops) — американська чорно-біла німа кінокомедія Бастера Кітона 1922 року.

## Сюжет
Молодий чоловік шукає взаємності у дочки мера, але вона згодна мати з ним справу тільки якщо він стане великим бізнесменом. На шляху до своєї мети молодий чоловік потрапляє в немилість відразу у всіх поліцейських Лос-Анджелеса під час параду і змушений рятуватися втечею. Наприкінці фільму йому вдається замкнути всіх поліцейських в будівлі департаменту поліції, але, так і не домігшись взаємності у коханої, здається в руки правосуддя.

## У ролях
- Бастер Кітон — молодий чоловік
- Джо Робертс — шеф поліції
- Вірджинія Фокс — дочка мера

- Едвард Клайн — волоцюга
- Стів Мерфі — людина, що продає меблі